# Maria Pia Lai Guaita
Maria Pia Lai Guaita (Ulassai, 1936) è una psicologa italiana.

## Biografia
Figlia di Potito Lai (fratello di Maria Lai) e Maria Demurtas, sorella di Virgilio Lai, resta a Ulassai sino all'età di 5 mesi, poi trasferirsi con la famiglia a Nuoro e poi a Cagliari nel 1946.
Studia presso la Università degli Studi di Cagliari divenendo allieva di Nereide Rudas e laureandosi a pieni voti in Filosofia nel 1970. Sempre presso la stessa Facoltà è contrattista dal 1974 al 1980 presso la cattedra di psicologia, e dal 1980 è confermata ricercatrice di psicologia generale. Nel 1978 sempre dalla stessa università è stata riconosciuta esperta nell'ambito della psicologia giuridica per via della sua particolare attenzione e interessamento sul trattamento dei detenuti delle carceri sarde.  
Dal 1991 al 1997 è stata incaricata di psicologia presso la Facoltà di medicina e chirurgia sempre a Cagliari, nel settore di Specializzazione di Geriatria. Negli anni ha lavorato attivamente come scrittrice, pubblicando circa venti libri sulle maggiori case editrici nazionali, instancabile e molto intensa è stata la sua partecipazione a congressi di settore e decisamente apprezzabile nell'organizzazione di simposi, tutti internazionali, sui problemi psicosociali della tossicodipendenza, in particolare relativi a quelli della Sardegna. 
È stata docente di teoria e tecnica della comunicazione di gruppo presso la Facoltà di lettere e filosofia a Cagliari e docente di psicologia delle tossicodipendenze presso i corsi di laurea della Facoltà di scienze dell'educazione e della formazione di Cagliari, lavora in collaborazione con importanti studiosi statunitensi quali Zerka T. Moreno, Jonathan D. Moreno, Lewis Yablonsky e Angelika Groterath.  
Nel 1997 fonda l'associazione di volontariato "Ichnusa" che si occupa dei problemi sociali e della tossicodipendenza a livello regionale.

## Opere
- Un ragazzo una famiglia, Edizione Celt, 1992
- Le donne e la droga, Edizioni Della Torre, 2012
- Riflessioni della famiglia. Progetto famiglia, edizioni Della Torre, 2008
- La droga, rischio sociale, un libro per tutti, Editore Carocci, 2003
- La prevenzione delle tossicodipendenze, Progetti europei a confronto, Editore Carocci, 2001
- La Comunità terapeutica, Origini storiche, Interventi attuali in Italia, Editore Jaca book 2000
- Echstasy e le altre droghe, il fenomeno e gli interventi di recupero in Sardegna, edizioni Carocci, 1999
- Vox Acerbitalis, Famiglia e Tossicodipendenza, edizioni Giuffrè, 1994
- Famiglia e Tossicodipendenza, dalla richiesta alla proposta d'aiuto, edizioni Laterza, 1995, in coll. con Marcello Cesa Bianchi
- La droga in Sardegna, edizioni Viali, 1982